# Niclas Eliasson
Niclas Eliasson (7 december 1995) is een Zweeds voetballer die bij voorkeur als rechtermiddenvelder speelt. Hij verruilde in januari 2014 Falkenbergs FF voor AIK Fotboll.

## Clubcarrière
Eliasson komt uit de jeugdopleiding van Falkenbergs FF. Hij debuteerde in 2013 voor Falkenbergs FF in de Superettan, het op een na hoogste niveau in Zweden. Tijdens zijn debuutjaar speelde hij 29 competitiewedstrijden, waarin hij eenmaal scoorde en dertien assists gaf. In juni 2013 stuurde RSC Anderlecht een scout om Eliasson te bekijken. Arsenal en Celtic nodigden hem al uit voor een stage. Op 1 januari 2014 werd hij naar AIK Fotboll getransfereerd, met wie hij reeds eerder een akkoord bereikte. Hij tekende een vierjarig contract bij de club uit Stockholm.
Eliasson debuteerde in 2013 in Zweden -19. Daarvoor was hij al actief in Zweden -18.
2 Edh ·
3 Isherwood ·
4 Papagiannopoulos ·
5 Milošević  ·
6 Ellingsen ·
7 Salétros ·
8 Valakari ·
10 Celina ·
11 Guidetti ·
12 Björnström ·
15 Nordfeldt ·
16 Hansen ·
17 Thychosen ·
18 Ali ·
19 Beširović ·
20 Uddenäs ·
23 Janošević ·
24 Fanne ·
28 Pittas ·
30 Diawara ·
31 Gono ·
37 Faqa ·
43 Andersson ·
45 Ayari ·
47 Fesshaie ·
Coach: Thomassen
· Keeperstrainer: Stamatopoulos